# جورج كروس (مهندس)
جورج كروس (بالألمانية: Georg Krauß)‏ (و. 1826 – 1906 م) هو مهندس ألماني، ولد في آوغسبورغ، توفي في ميونخ، عن عمر يناهز 80 عاماً.

## جوائز
حصل على جوائز منها:

Order of Saint Michael (Bavaria) ‏